# Peperomia marmorata
Peperomia marmorata är en pepparväxtart som beskrevs av Joseph Dalton Hooker. Peperomia marmorata ingår i släktet peperomior, och familjen pepparväxter. Inga underarter finns listade i Catalogue of Life.